# Barrage Denis-Perron
Barrage Denis-Perron är en dammbyggnad i Kanada.   Den ligger i regionen Côte-Nord och provinsen Québec, i den östra delen av landet, 900 km nordost om huvudstaden Ottawa. Barrage Denis-Perron ligger 386 meter över havet.
Terrängen runt Barrage Denis-Perron är huvudsakligen lite kuperad. Barrage Denis-Perron ligger nere i en dal som går i nord-sydlig riktning. Trakten runt Barrage Denis-Perron är nära nog obefolkad, med mindre än två invånare per kvadratkilometer.. Det finns inga samhällen i närheten. 
I omgivningarna runt Barrage Denis-Perron växer i huvudsak barrskog.